# Kai Molvig
Kai Molvig (Pseudonym für: Johannes Jakobus Molvig, * 3. Mai 1911 in Riga, Russisches Kaiserreich; † 2. April 1996 in Moosburg an der Isar, Deutschland) war ein norwegischer Tänzer, Pianist und literarischer Übersetzer.

## Leben
Kai Molvig war der Sohn eines norwegischen Kaufmanns und dessen niederländischer Ehefrau. Nach dem Abitur absolvierte Molvig eine Ausbildung in klassischem und modernem Tanz (u. a. bei Victor Gsovsky in Berlin). Es folgten Engagements als Solotänzer an verschiedenen deutschen Bühnen: von 1935 bis 1938 in Mainz, von 1938 bis 1941 in Düsseldorf und ab 1941 in Essen. Ab 1942 lebte Kai Molvig mit dem Schauspieler Charles Regnier und dessen Ehefrau, Pamela Wedekind, in einer gemeinsamen Wohnung in München-Schwabing. Molvig war an der Bayerischen Staatsoper in München tätig und daneben als Pianist und Komponist künstlerischer Mitarbeiter Wedekinds. Als Pianist wirkte Molvig in dem Film Der große Dreh - Friedrich-Hollaender-Revue mit.
In den 1960er und 1970er Jahren war Molvig, der neben dem Norwegischen und Deutschen auch das Englische, Niederländische, Russische und Lettische beherrschte, als Übersetzer tätig. Er übertrug zahlreiche vorwiegend zeitgenössische amerikanische Autoren ins Deutsche, u. a. Philip Roth und Hubert Selby.
Seine letzten Lebensjahre waren durch eine schwere Verletzung geprägt, die er sich bei einem Sturz zugezogen hatte. Molvig lebte zuletzt in einem Pflegeheim in Eching bei München und starb im Krankenhaus von Moosburg an der Isar an den Folgen eines Schlaganfalls.
Kai Molvig war von 1981 bis 1983 ein Träger des vom Verband deutschsprachiger Übersetzer literarischer und wissenschaftlicher Werke, VdÜ, gestifteten Hieronymusrings, einem Wanderpreis, den er an Inge von Weidenbaum weitergab.

## Übersetzungen
- James Baldwin: Blues für Mister Charlie, Berlin 1969
- Margaret Craven: Ich hörte die Eule, sie rief meinen Namen, Reinbek 1976
- Gerald Durrell: Nichts als Tiere im Kopf, Reinbek 1975
- Gerald Durrell: Vögel, Viecher und Verwandte, Reinbek 1971
- Paul Gallico: Julian und die Seifenblasen, Reinbek 1975
- Paul Gallico: Mrs. Harris fliegt nach Moskau, Reinbek 1976
- Erica Jong: Angst vorm Fliegen, Frankfurt am Main 1976
- Michael Korda: Und immer nur vom Feinsten, München [u. a.] 1981
- Toon Kortooms: Bahn frei für Theodor, München 1962
- Toon Kortooms: Beekman und Beekman, München 1963
- Toon Kortooms: Meine Kinder essen Torf, München 1961
- Marginalien zu Hubert Selby "Letzte Ausfahrt Brooklyn", Reinbek 1968
- Elizabeth McNeill: Neun Wochen und drei Tage, Reinbek 1979
- Yukio Mishima: Madame de Sade, Reinbek 1978
- Jan Morris: Spanien, München [u. a.] 1966
- Richard Price: Scharfe Zeiten, Reinbek 1976
- James Purdy: Die Preisgabe, Reinbek 1970
- John Rechy: Nacht in der Stadt, München [u. a.] 1965
- Philip Roth: Die Brust, München [u. a.] 1979
- Philip Roth: Portnoys Beschwerden, Reinbek 1970
- Hubert Selby: Der Dämon, Reinbek 1980
- Hubert Selby: Letzte Ausfahrt Brooklyn, Reinbek 1968
- Hubert Selby: Mauern, Reinbek 1972
- Hubert Selby: Requiem für einen Traum, Reinbek 1981
- Terry Southern: Candy oder Die sexte der Welten, Reinbek 1967
- Terry Southern: Der Superporno, Reinbek 1971
- Steven Turner: Der dreizehnte Sommer, Reinbek 1971
- John Updike: Unter dem Astronautenmond, Reinbek 1973
- Eudora Welty: Die Tochter des Optimisten, Reinbek 1973
- John Weston: Jolly, München 1968
- Tennessee Williams: Memoiren, Frankfurt am Main 1977